# Cali
Cali (Santiago de Cali) – miasto w zachodniej Kolumbii, w Andach Północnych. Jest stolicą departamentu Valle del Cauca. Według spisu ludności z 30 czerwca 2018 roku liczyło 2 172 527 mieszkańców, co czyniło je trzecim co do wielkości miastem kraju. 

## Historia
Cali zostało założone 25 lipca 1536 roku przez konkwistadora Sebastiana de Belalcázar. W 1933 roku kolumbijski kompozytor Antonio María Valencia ufundował konserwatorium muzyczne, znane jako Conservatorio Antonio María Valencia. W latach 1945 i 1958 zostały założone dwa uniwersytety w mieście. 

## Gospodarka
Cali jest jednym z najważniejszych ośrodków przemysłowych, handlowych, kulturalnych i naukowych kraju. W mieście funkcjonuje rafineria ropy naftowej. Dobrze rozwinięte jest hutnictwo aluminium, przemysł gumowy, maszynowy, elektrotechniczny, papierniczy i spożywczy (głównie cukrowniczy). W pobliżu Cali działają elektrownia wodna na rzece Anchicayá oraz kopalnie węgla kamiennego. Ponadto mieści się tu siedziba archidiecezji rzymskokatolickiej w Kolumbii. 

## Zabytki
W Cali znajdują się takie zabytki jak:
- klasztor z XVI wieku (z kaplicą z połowy XVIII wieku)
- kościół z XVIII wieku

## Transport
Cali jest ważnym węzłem kolejowym i drogowym, dzięki połączeniu z portem Buenaventura nad Oceanem Spokojnym. Ponadto w mieście funkcjonuje międzynarodowy port lotniczy Alfonso Bonilla Aragon. 

## Urodzeni w Cali
- Yimmi Chará, piłkarz[8]
- Duván Zapata, piłkarz[9]

## Miasta partnerskie
Miasto Cali ma międzynarodowe umowy o współpracy z takimi miastami jak: 
- Montreal, Kanada
- Medellín, Kolumbia
- Praga, Czechy
- Quito, Ekwador
- Guayaquil, Ekwador
- Ateny, Grecja
- Guadalajara, Meksyk
- Monako, Monako
- Amsterdam, Holandia
- Lima, Peru
- Palos de la Frontera, Hiszpania
- Sztokholm, Szwecja
- Brighton, Wielka Brytania
- Miami, Stany Zjednoczone
- Orlando, Stany Zjednoczone
- Montevideo, Urugwaj
- Maracaibo, Wenezuela
- Caracas, Wenezuela